# Вулиця Тісна (Львів)
Ву́лиця Тісна́ — вулиця в Залізничному районі Львова на Левандівці. З'єднує вулиці Повітряну та Широку, пролягла паралельно до Мирної і Олесницького. Нумерація будинків ведеться від Широкої. Вулиця асфальтована, хідників не має.

## Історія
Від 1928 року вулиця називалася Собеського на честь польського короля, правителя Республіки Обох Націй (Речі Посполитої) Яна III Собеського. У 1933 році отримала сучасну назву.

## Забудова
Забудова: одно- та двоповерховий конструктивізм 1930-х років, одноповерхова садибна забудова, п'ятиповерхова забудова 2000-х років. На вулиці є дві діючі водяні колонки..

## Галерея

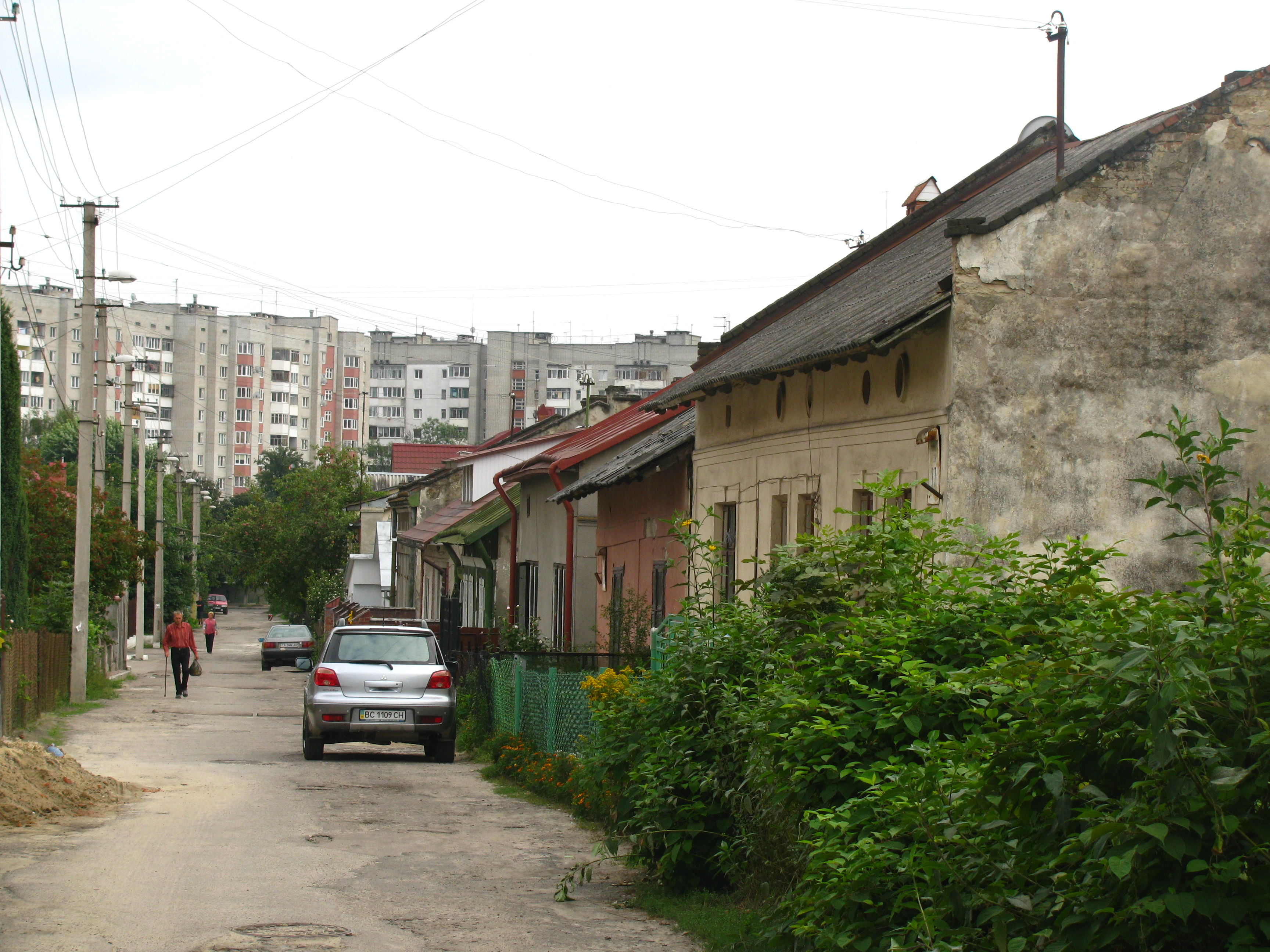
Вигляд вулиці від Повітряної вулиці (2012)
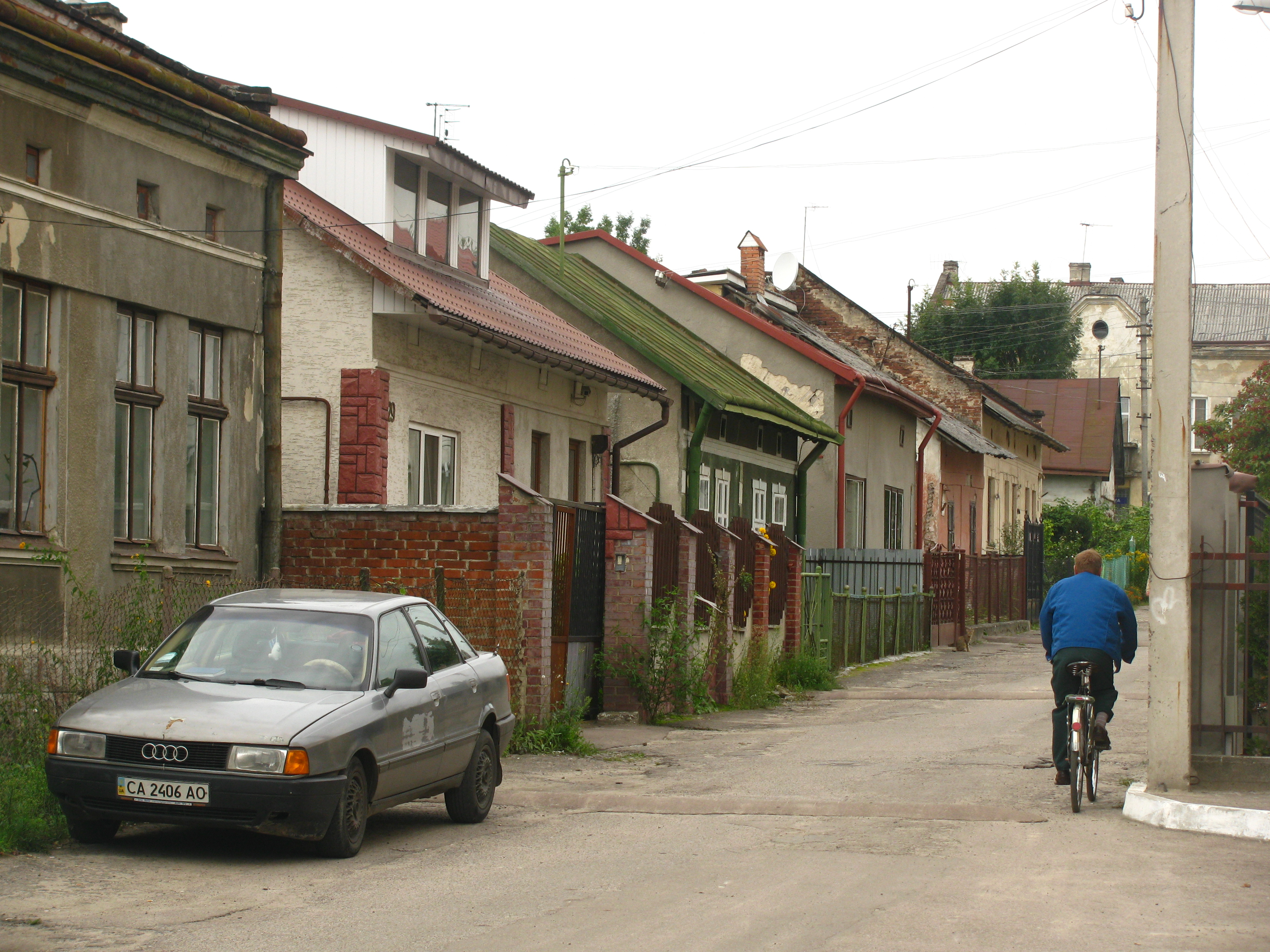
Середня частина вулиці (2012)